# Archytas nigriventris
Archytas nigriventris là một loài ruồi trong họ Tachinidae.